# Ábrahamffy János
Ábrahamffy János (Vágújhely, 1662. – Szenice, 1728. április 16.) magyar egyházi író, ferences rendi szerzetes.

## Élete
Magyar nemes volt; mint ferences rendi  szerzetes és hitszónok több évig hirdette az isten igéjét hallgatói előtt, úgy hogy beszédei négy kötetre szaporodtak, de Horányi Elek szerint kéziratban maradtak, aki azonban elfelejtette megemlíteni, hogy mely nyelven írta azokat. Kiadott imádságos könyvéből következtetve, a nyelve szlovák lehetett.

## Művei
- Kniska motlieth naboznich… (Isteni imádságok könyve), Nagyszombat, 1693 – Hasko Jakab vágújhelyi prépost költségén jelent meg
- Holocavsvm Quotidianum (A szerző ajánlásával Scarbala András szakolcai főjegyzőhöz és Nyitra vármegyei alispánhoz) Nagyszombat, 1695